# São Jorge do Patrocínio
São Jorge do Patrocínio är en kommun i Brasilien.   Den ligger i delstaten Paraná, i den södra delen av landet, 1 100 km sydväst om huvudstaden Brasília. Antalet invånare är 6 047.
Trakten runt São Jorge do Patrocínio består i huvudsak av gräsmarker. Runt São Jorge do Patrocínio är det glesbefolkat, med 14 invånare per kvadratkilometer.